# Jozef Karol Viktorin
Jozef Karol Viktorin all'anagrafe Wiktorinn (Zavar, 12 marzo 1822 – Budapest, 21 luglio 1874) è stato un presbitero, patriota e editore slovacco.

## Biografia
Nacque nella famiglia di Anton Viktorin, contadino e giardiniere moravo, e di Alžbeta nata Ernstová.
Studiò teologia al seminario diocesano di Trnava e nel 1847 fu ordinato presbitero. Fu viceparroco a Senica e a Trstín. Prese parte all'insurrezione slovacca nel 1848 e per questa ragione fu incarcerato a Bratislava da maggio a dicembre dello stesso anno. Dopo la scarcerazione proseguì il suo ministero a Skalica, a Buda, dal 1866 fu parroco a Vyšehrad.
Collaborò con i giornali nazionali slovacchi della cerchia di Ľudovít Štúr, con Ján Palárik cominciò nel 1858 a pubblicare l'almanacco "Concordia", che con il suo nome mostrava la via per l'unità nazionale, promuoveva lo slovacco come lingua letteraria e si opponeva al confessionalismo, considerato come un ostacolo per l'unificazione nazionale e culturale.  Con Palárik riunì attorno a sé studiosi slovacchi, nel 1850 aprirono una sottoscrizione per finanziare la fondazione della Matica slovenská.
Si dedicò all'attività editoriale, pubblicò le opere di Andrej Sládkovič, Ján Hollý, Jonáš Záborský, dal 1860 al 1864 pubblicò l'almanacco Lipa ("Il tiglio"), intraprese anche il lavoro di traduttore (ad esempio tradusse l'Imitazione di Cristo attribuito a Tommaso da Kempis nel 1867), e intrattenne una corrispondenza con i letterati Ján Palárik e Jonáš Záborský, nonché con studiosi cechi, russi, ungheresi e tedeschi. Nel 1863 fu nominato membro d'onore dell'università di Charkiv. Ottenne diversi riconoscimenti per la sua attività patriottica, fra cui l'Ordine di Sant'Anna di II classe.